# Trente Glorieuses
Pour les articles homonymes, voir Glorieuse.
Ne doit pas être confondu avec Trois Glorieuses.

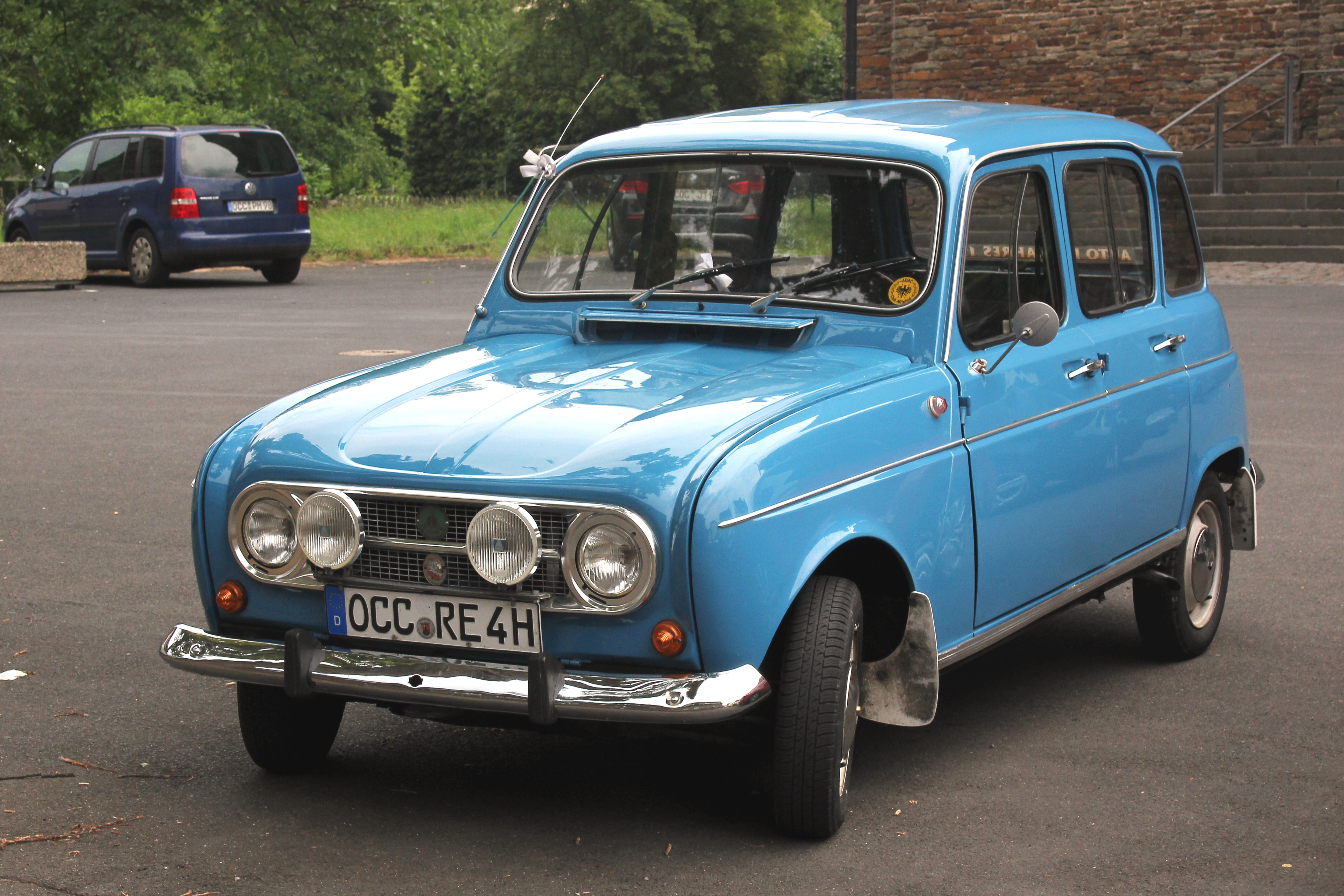
Renault 4 illustrant l'industrialisation et la société de consommation.

Les Trente Glorieuses sont la période de forte croissance économique et d'augmentation du niveau de vie qu’a connue la grande majorité des pays développés entre 1945 et 1975.
Les Trente Glorieuses sont une révolution, certes silencieuse, mais porteuse en réalité de changements économiques et sociaux majeurs, qui ont marqué le passage de l'Europe, quarante années après les États-Unis, à la société de consommation. Le cas de la France en particulier permet de saisir le sens du sous-titre du livre de Fourastié, la Révolution invisible, mais la croissance est forte aussi en Allemagne, en Italie, au Canada et au Japon, tirée à la fois par l'investissement et la consommation.
Après un début difficile, les vingt-huit ans qui séparent la fin de la Seconde Guerre mondiale, en 1945, du choc pétrolier de 1973 se caractérisent par :
- un progrès technique élevé qui a permis un développement économique intense ;
- la reconstruction économique de pays dévastés par la guerre ;
- le retour vers une situation de plein emploi dans la grande majorité des pays ;
- une croissance forte de la production industrielle (un accroissement annuel moyen de la production d'environ 5 %) ;
- une croissance démographique importante (le baby-boom) dans certains pays européens et nord-américains (particulièrement en France, en Allemagne de l'Ouest, aux États-Unis et au Canada).

La forte croissance industrielle est facilitée par un accès aisé à l'énergie à bas coût, les énergies fossiles en particulier ; et par le développement technologique et, au début, le rattrapage technologique (par rapport aux États-Unis) dans les pays dont le capital humain (niveau d’éducation et d’expérience des travailleurs) était important.
Les décennies suivantes, marquées par les chocs pétroliers de 1973 et de 1979, puis plus tard par la crise économique sévissant depuis 2008, furent nommées par bon nombre d'analystes « Les Vingt/Trente Piteuses »,. Cependant, Jacques Marseille les a qualifiées de « Nouvelles Trente glorieuses ».

## Controverse sur le terme utilisé
Ce chrononyme rétrospectif a été créé par Jean Fourastié en 1979, car il s'agissait d'une « révolution invisible » lente, en contraste avec la révolution rapide des Trois Glorieuses. Comme l'a montré Pascal Ory, cette expression a vite rencontré le succès et s'est durablement installée.
Depuis le XXIe siècle, toute une historiographie s'attache à déconstruire l'expression de Trente Glorieuses, ce qui signifie refuser le titre de glorieuses à ces années.

## Déroulement général
Du point de vue productiviste, les Trente Glorieuses furent une période extrêmement brillante, le produit intérieur brut y connaît une forte augmentation.
| 1938 | 1947 | 1957 | 1967 | 1973 |
| ---- | ---- | ---- | ---- | ---- |
| 100  | 99   | 204  | 338  | 452  |

De 1938 à 1973, une multiplication par 4,5, soit une croissance annuelle moyenne record de 5,9 %[réf. souhaitée].
En début de période, à la sortie de la Seconde Guerre mondiale, les pays concernés ont des infrastructures en ruine et des économies dévastées ou orientées vers des productions à des fins militaires.
En fin de cette période, on constate globalement que la société a été profondément remodelée, devenant une société de consommation de masse et une société de loisirs ; la productivité du travail a augmenté de façon spectaculaire, ce qui a permis de produire davantage, de diminuer le temps de travail et d'augmenter le niveau de vie. Ce phénomène est en partie un rattrapage sur le style de vie des États-Unis des années 1920, sur lequel les pays européens étaient en retard. De même, le niveau du PIB par habitant se rapproche du niveau des États-Unis, lui aussi croissant (et s'en éloigne à nouveau au cours des années 1980).

### Pays concernés
Si l’on excepte l’immédiat après-guerre, période de rattrapage par excellence, les pays de l’OCDE ont un taux de croissance annuel moyen de 4 %. Mais à l’intérieur du groupe on distingue 3 sous-ensembles[réf. souhaitée] :
- Croissance modérée :

États-Unis (3,5 % l’an) et Grande-Bretagne (2,7 %).
L'économie du Royaume-Uni, minée entre autres par des problèmes de convertibilité de taux de change avec le dollar[réf. nécessaire], n'a pas connu cette forte croissance.
- Croissance plus rapide

En France (5,1 % en moyenne sachant que le taux de croissance est monté jusqu'à 7,9 %), RFA (5,1 %), Suisse (5,25 % 1944-1973) et en Italie (5,5 %), en Espagne (6 %).
Les pays qui basculent dans le Bloc de l'Est connaissent également une croissance plus forte.
- Croissance exceptionnelle

au Japon avec 10 %

### Un cadre institutionnel international renouvelé
En juillet 1944, la conférence de Bretton Woods ouvre des négociations sur la reconstruction du système monétaire international. S'opposent les projets britanniques, défendus par John Maynard Keynes, et américains, défendus par Harry Dexter White. Le projet soutenu par les États-Unis finit par s'imposer et consacre l'hégémonie du dollar dans le système monétaire international. Concession à la proposition britannique : le dollar est convertible en or, librement, à un taux fixe. (Parité abandonnée en 1971 sous la présidence de Richard Nixon).
En 1946, la conférence de la Havane, « conférence des Nations unies pour le commerce et l'emploi », souligne la volonté de décloisonner, de manière progressive, les échanges internationaux.
En 1947, la conférence de Genève met en place le GATT, General Agreement on Tariffs and Trade (ou Agétac en français, Accord général sur les tarifs douaniers et le commerce). L'objectif est de réduire par « rounds » successifs les tarifs douaniers, ce qui aurait pour conséquence de favoriser les échanges internationaux, soutenant la croissance économique des pays développés à économie de marché (PDEM).
Le 5 juin 1947, le général George Marshall propose, au nom des États-Unis, une aide aux pays européens : ces pays européens, engagés dans le conflit, (mais également le Japon), sont dévastés. Les besoins de reconstruction sont énormes. En avril 1948, le Congrès américain vote l'European Recovery Program, (ou plan Marshall) qui distribue près de 13 milliards de dollars, majoritairement sous forme de dons, aux pays ayant accepté l'aide. Le plan Marshall répond à un double objectif politique et économique : celui qui consiste à endiguer le communisme (containment) et celui qui consiste à éviter la surproduction qui menace l'économie américaine et qui a été « l'irremplaçable démarreur de l'investissement » en Europe d'après Denis Woronoff. En effet, la contre-valeur issue du plan Marshall a servi, notamment en France, à financer l'investissement, permettant une modernisation de l'appareil productif et donc une augmentation de la productivité. Cette aide prend la forme d’un don de capitaux des États-Unis (en fait, une ligne de crédit), à condition que ceux-ci soient utilisés en commandes à l'industrie des États-Unis[réf. nécessaire] (celle d'Europe était de toute façon exsangue à la fin de la guerre) : tracteurs, matériels ferroviaires…

### Caractéristiques de la croissance

#### Taux de croissance économique élevé
La croissance économique de l'après-guerre (période 1950-1973) est :
- générale, avec de fortes disparités par pays du taux de croissance annuel moyen :

6% en Espagne, 5,64 % en Italie, 6,0 % en RFA et 9,29 % au Japon (croissances qualifiées de « miracles économiques »),
5,27 % en Suisse , 5,05 % en France (taux élevé mais légèrement inférieur),
3,93 % aux États-Unis et 2,93 % au Royaume-Uni (largement plus faibles d'après les calculs d'Angus Maddison, parce que ces pays sont initialement plus développés) ;
- homogène : mesurée par le calcul du PIB réel par habitant la croissance annuelle se fait dans des proportions similaires : 4,8 % en Italie, 5,0 % en RFA, 8,4 % au Japon, 4,1 % en France, 4,0 % en Suisse, 2,2 % aux États-Unis et 2,5 % au Royaume-Uni ;
- régulière tout au long de la période 1945-1973 : les faibles récessions constatées ne remettent pas en cause cette régularité, si bien que la période des Trente Glorieuses laisse supposer le caractère atténué des fluctuations cycliques qui ont été une caractéristique du XIXe siècle et de l'avant-guerre.

La particularité du Royaume-Uni en fait un pays de « croissance calme » vivant sur ses acquis ; pour retrouver un rythme de croissance élevé, le gouvernement de Margaret Thatcher, dans les années 1980, procède à des réformes qui libèrent le marché, les flux financiers et migratoires, mais détruisent les services publics et accroissent les inégalités et donc les tensions sociales.

#### Une croissance marquée par le plein-emploi
Entre 1950 et 1973, le taux de chômage du Japon s'établit à 1,3 %, celui de la France à 1,8 %, celui de la RFA est même inférieur à 1 % sur la fin de la période. La Suisse connaît un taux de 0 % entre 1960 et 1973 tandis que celui des États-Unis s'établit à environ 4,5 %.

#### Déséquilibres intérieurs et extérieurs
Au début de la période, à la sortie de la Seconde Guerre mondiale, les déséquilibres extérieurs sont le reflet de la situation désastreuse dans laquelle se trouvent l'Europe et le Japon. Les pays européens enregistrent un déficit de leur balance des transactions courantes alors que les États-Unis bénéficient d'un excédent largement favorable.
Par la suite, ce différentiel sera moins marqué avec le redressement progressif des différentes économies. Néanmoins, durant la période des « Trente Glorieuses », le leadership sinon la domination de l'économie américaine demeure incontestable. D'autre part, les déséquilibres extérieurs - qui exigent du temps pour se résorber - se traduisent par la nécessité pour de nombreux pays européens à dévaluer leur monnaie.

## Déroulement et impact des Trente Glorieuses par pays
La forte croissance constatée dans la plupart des grands pays industriels se traduit par un quintuplement dans les années 1950 des cours sur la plupart des marchés boursiers, malgré les incertitudes géopolitiques.

### France

#### Intervention étatique face à un contexte difficile

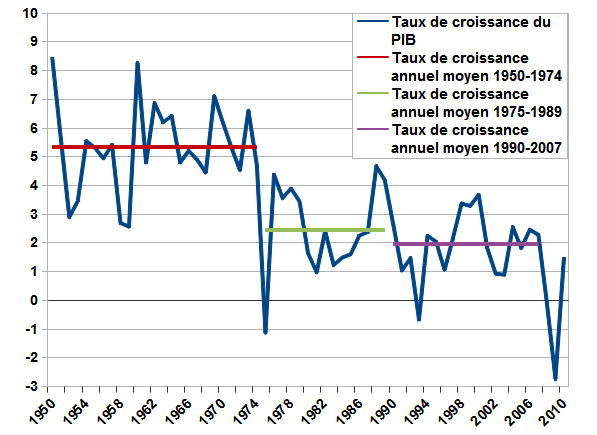
Taux de croissance annuel du PIB (1950-2010) et taux de croissance annuel moyen pour trois périodes, dont les Trente Glorieuses.

De 1946 à 1950, la France paralysée par une économie et des infrastructures obsolètes, ne connait pas de réelle croissance et les conditions de vie restent très difficiles, après la guerre et la pénurie qui en résultait : le coût de la vie est élevé. Le rationnement, toujours présent jusqu'en 1947-1948, et la crise du logement, accentuent les difficultés d'un peuple encore marqué par la guerre.
La situation économique, très préoccupante (le PIB français de 1945 représente 40 % de son niveau d'avant-guerre), focalise l'attention des pouvoirs publics, qui décident alors d'adopter, en partie, le modèle du New Deal américain d'avant-guerre : le Gouvernement provisoire de la République française (GPRF) procède à la nationalisation de pans entiers de l'économie (parfois au motif de punir les entrepreneurs ayant collaboré tels Renault, mais surtout pour pouvoir piloter le relèvement économique : exemple des Charbonnages de France). Ce plan prime sur les clivages politiques : le patronat ne proteste pas, et le Parti communiste français (PCF) ainsi que la Confédération générale du travail (CGT) condamnent les grèves. Il s'agit, d'après Maurice Thorez, de « gagner la bataille de la production ».
La diplomatie française ne ménage pas non plus sa peine : en 1946, Léon Blum se rend aux États-Unis pour obtenir auprès de James F. Byrnes, secrétaire d'État américain, l'annulation d'une partie des dettes de guerre françaises auprès des États-Unis en échange de l'ouverture du marché français au cinéma américain. Le régime de Vichy avait cédé aux Allemands ses actifs internationaux : les Américains en récupèrent une partie (sauf ceux situés dans l'Europe sous domination soviétique). Jean Monnet, qui a participé aux négociations, est placé à la tête du Commissariat au Plan en janvier 1946. Il lui appartient de conduire, à la tête du désormais vaste, coordonné et efficace secteur public, le relèvement économique de la France.

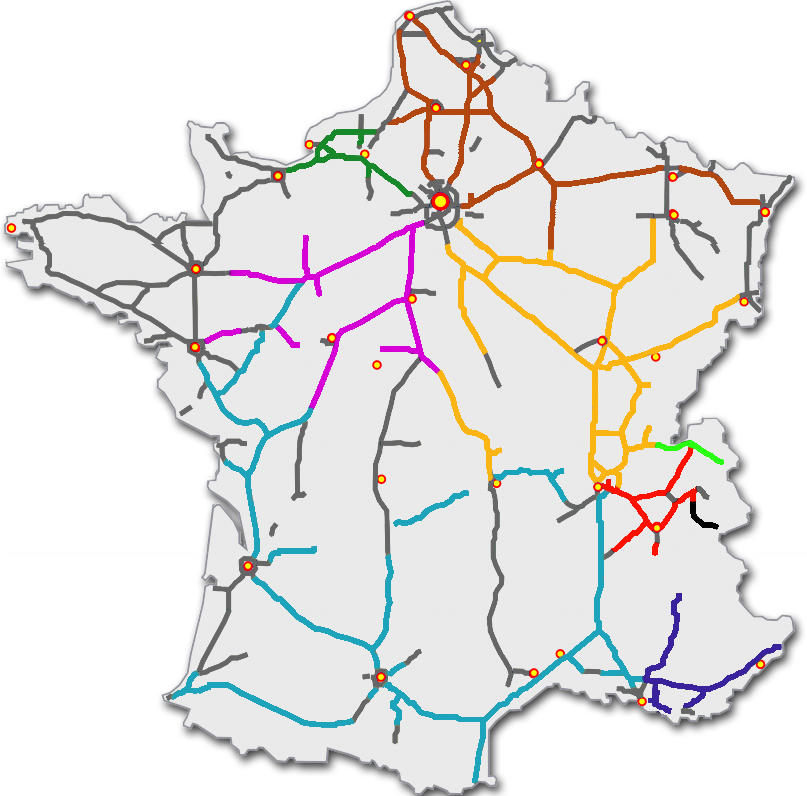
La France développe durant la période un réseau autoroutier qui imite le réseau allemand d'Autobahnen développé avant-guerre, mais s'accompagne de l'abandon de plus de 7000 km de voies ferrées, des tramways urbains et de nombreuses lignes de cars interurbains : c'est la politique dite du tout-routier.

Son premier plan quinquennal, pensé dès 1946 mais dont l'application a été différée à 1948 (pour coïncider avec l'aide américaine du plan Marshall), a pour objectif d'atteindre à l'horizon 1950 le niveau de production de 1929 (la meilleure année d'avant-guerre) et de le dépasser de 25 % en 1952. L'accent est mis sur le charbon, l'électricité, les tracteurs, l'acier et le ciment. Le choix de ces priorités dénote l'état économique du pays. Le plan Monnet n'est pas solvable en l'état des finances françaises de l'époque, car il nécessite de nombreuses importations que la France ne peut régler par manque de dollars (dollar gap). Le plan Marshall se révèle presque providentiel à ce niveau, puisque la France reçoit environ deux milliards et demi de dollars des États-Unis, ce qui lui permet de combler en partie le dollar gap et donc de ne pas répercuter le coût du plan sur la valeur du franc, lequel se déprécie déjà régulièrement en raison d'une inflation galopante : entre 1945 et 1948 les salaires nominaux triplent mais le pouvoir d'achat recule d'un tiers.
La mise en route du plan est donc coûteuse ; les Français, comme les autres Européens doivent assumer de longues et dures journées de travail pour ne toucher que de maigres paies. Couplée à un contexte international tendu (ébauche de la guerre froide), la situation dégénère en violentes grèves en octobre-novembre 1947.

#### Bilan de la période
Cependant, lorsqu'arrive l'heure du bilan en 1952, on note un indéniable succès dans la réalisation des objectifs du plan puisque dans tous les domaines, les taux de réalisation sont proches, voire au-delà, de 100 %. Le rationnement alimentaire prend fin en 1949 (en Allemagne occidentale, il continuera encore cinq ans, en Europe orientale, encore quarante ans). L'année 1949 est aussi celle où la hausse des salaires, en France, dépasse enfin celle des prix. La reconstruction des dommages de guerre (moindres en France qu'en Allemagne ou en Europe de l'Est) est en bonne voie. Seule l'inflation se maintient à des niveaux préoccupants. Au début de l'année 1952, l'arrivée au pouvoir d'une coalition de centre-droit dirigée par Antoine Pinay amorce une maîtrise de l'inflation qui est contenue pendant trois ans grâce, entre autres, à une diminution des investissements publics - il est vrai moins nécessaires qu'auparavant - et au transfert de 80 % des coûts de la guerre d'Indochine sur les finances américaines à partir de 1950. C'est rassurée et en expansion que la France fonde aux côtés de l'Italie, de la RFA, de la Belgique, des Pays-Bas et du Luxembourg, la CECA, le 18 avril 1951.
La croissance est soutenue par la diffusion de nouvelles technologies, comme le transistor ou les matières plastiques, consécutives à l'augmentation de l'extraction du pétrole ; le pouvoir d'achat augmente jusqu'en 1973. C'est un boom économique :
- développement de l'industrie (la plupart des villes ont leur zone industrielle), avec un essor massif de la mécanisation ;
- développement des secteurs du bâtiment et des travaux publics, nécessaires à la reconstruction du pays, et à la modernisation de ses infrastructures ;
- développement massif des exportations ;
- économie de plein emploi (on manque même de main-d'œuvre), bénéficiant d'une augmentation du niveau de vie et des salaires ;
- inflation assez peu maîtrisée, accompagnée de dévaluations successives.

En conséquence, produire en masse, acheter, consommer et même gaspiller (eau, accumulation de déchets, matières non recyclées notamment au niveau des emballages) deviennent des habitudes pour les citoyens des pays de l'OCDE. On entre donc dans une société de consommation. L'augmentation de la production permet l'équipement matériel des ménages, dont le réfrigérateur et la machine à laver, puis la télévision et l'automobile dans les années 1960 et 1970 et le développement des Arts ménagers. En 1970 s'ajoutent à cette liste le lave-vaisselle et en 1980 le magnétoscope. Enfin émergent dans les années 1990 et 2000 téléphone portable, ordinateur personnel et lecteur DVD.
Les citoyens des pays de l'OCDE sont de plus en plus nombreux à devenir propriétaires de leur logement, et à partir de 1985 de plus en plus de foyers possèdent plusieurs automobiles.
Les loisirs et le tourisme se développent.
Des conséquences plus profondes affectent le tissu économique du pays, et la société elle-même, avec l'industrialisation de nouvelles régions. Les zones urbaines sont particulièrement touchées, leur mutation s'exprime dans la vie politique, par exemple par le biais de la création de groupes d'action municipale, qui veulent promouvoir l'urbanisme et les politiques culturelles locales.

#### Interprétations
Il existe plusieurs points de vue concernant cette période :
- selon le point de vue libéral[14], ce n'est pas le relatif dirigisme qui explique la croissance économique des « Trente Glorieuses », qui a été principalement « mécanique », le dirigisme sachant seulement bien l'orchestrer. Au contraire, ce dirigisme a « métamorphosé en malédiction » la croissance, en raison de deux effets pervers majeurs : la « fonctionnarisation et le manque de concurrence, déjà présents avant 1940 », et la « persistance des préjugés contre l'économie de marché, dont les nationalisations de 1981 seraient une résurgence » : l’émergence de l’antilibéralisme français aurait une partie de ses origines dans ce phénomène. Ce point de vue affirme qu'après leur retour à un état d’équilibre, les pays à économie sociale de marché caractérisés par un État-providence très présent, ont marqué le pas vis-à-vis des économies plus libérales[15] ;
- selon le point de vue qualifié par les sociologues de « social-démocrate » ou de « social-libéral » (qui postule que le marché est certes un moteur de la croissance, mais aussi un dérégulateur économique et social, et qu'à ce titre, il doit être encadré par des politiques de redistribution partielle)[16], ce sont les politiques de redistribution, à commencer par le plan Marshall, et les sacrifices consentis par tous les partenaires sociaux, qui expliquent la croissance des « Trente Glorieuses » et l'avance des pays concernés par rapport aux économies non réglementées comme celles d'Amérique latine, d'Asie du Sud-Est ou des États-Unis après 1980, et surtout par rapport aux économies planifiées des pays communistes ;
- selon le point de vue qualifié par les sociologues de « socialiste » (qui postule que le marché est un facteur de prédation économique et d'oppression sociale, et qu'à ce titre, il doit être remplacé par une économie planifiée et la nationalisation des biens et des moyens de production et de distribution)[17], la croissance des « Trente Glorieuses » résulte, géopolitiquement, d'un phénomène de prédation des oligarchies des pays de l'OCDE à l'égard du Tiers monde, et socialement, d'une politique d'achat de la paix sociale par ces oligarchies, au prix d'un partage relatif des richesses (produites ou captées) avec les travailleurs des pays développés, partage fort inéquitable mais suffisant pour éteindre les revendications les plus violentes ;
- selon Jean Fourastié[18], la croissance des « Trente Glorieuses », c'est-à-dire le progrès du niveau de vie et celui du genre de vie proviennent du progrès scientifique qui a permis le progrès technique, l'organisation du travail et donc l'accroissement de la productivité et celle de la production. Le progrès se fait sentir d'abord dans l'agriculture : il faut de moins en moins de travail pour produire davantage. Non sans douleur, la population active s'est retournée vers l'industrie et les villes. La productivité a augmenté encore davantage dans l'industrie, d'où une augmentation de la production qui a permis l'augmentation de la consommation (passage vers la « société » de consommation) et un nouveau déplacement de la population active vers le tertiaire et les services. La productivité augmente très peu dans ce dernier secteur, d'où, alors une beaucoup plus faible augmentation de la production nationale : c'est la fin de la forte croissance et des Trente Glorieuses.

Entre ces points de vue tranchés, qui ont chacun des arguments chiffrés, il existe naturellement une multitude d'études et d'ouvrages développant des analyses plus fines et plus nuancées

### États-Unis
À la fin de la Seconde Guerre mondiale, les États-Unis sont dans une position dominante. Pourtant, pendant la croissance des Trente Glorieuses, ils connaissent une croissance économique moins forte que dans les autres pays développés. Après une récession en 1948, l'économie américaine repart grâce à la Guerre de Corée et à travers un plan important de réarmement.
Dans les années 1950, les salaires augmentent régulièrement ainsi que la consommation, et Galbraith publie en 1958 The Affluent Society. Kennedy lance au début des années 1960 une politique budgétaire (baisse des impôts) et une politique sociale afin de lutter contre la pauvreté. Johnson poursuit cette politique par son projet de nouvelle société.
Cependant, au cours des années 1960, le solde des États-Unis ne cesse de se dégrader : la balance commerciale devient négative avec la plupart des nations industrialisées, ce qui pousse le président Nixon à rendre le dollar inconvertible en or en 1971, mettant fin à la stabilité du dollar.
La part des exportations américaines dans les exportations mondiales passe de 25 % à 13 % entre 1945 et 1973. Alors que l'économie américaine bénéficiait en 1945 d'un niveau élevé de productivité, et de gains de productivité importants jusqu'à la fin des années 1960 (mais plus faibles qu'ailleurs), ils sont de 1 % par an dans les années 1970, ce qui explique un début de récession.
L’enrichissement généré par hausse continue de la productivité était assez équitablement distribué entre capital et travail ; les rapports d’inégalité demeurent stables durant les Trente Glorieuses. Les trois premiers dirigeants des cinq cents plus grandes entreprises américaines gagnent environ trente-cinq fois le salaire moyen de leurs employés, un chiffre stable des années 1940 aux années 1970.

### Allemagne de l'Ouest
À la fin de la Seconde Guerre mondiale, l'Allemagne de l'Ouest (RFA) connait une période de rapide croissance économique. Cette période est désignée, dans l'histoire économique de l'Allemagne, comme le Wirtschaftswunder (« miracle économique »).

### Japon
Dans les décennies qui suivent la Seconde Guerre mondiale, le Japon connait une période de forte expansion économique. Ruiné après sa capitulation, le pays devient dès la fin des années 1960 la deuxième puissance économique mondiale. La croissance ne prend fin qu'avec l'éclatement de la bulle immobilière et financière au début des années 1990. Le miracle économique japonais est le nom donné à cette période de l'histoire économique du Japon.

### Italie
Le miracle économique italien (en italien : Miracolo economico italiano) est une période de l'histoire italienne de très forte croissance économique notamment entre les années 1958 et 1963.

### Suisse
À la sortie de la Seconde Guerre mondiale, la Suisse étant restée neutre se retrouve avec des infrastructures intactes. Le boom de la reconstruction profite pleinement à l’industrie. La période 1944-1961 enregistre un faible taux d’inflation (1,35 % en moyenne). Dès 1961, des signes de surchauffe se font sentir, la croissance cette année-là atteint 8,35 %. Les années suivantes, l’inflation augmente fortement, la balance des transactions courantes devient déficitaire et le PIB continue d’augmenter à un rythme soutenu (5 %). Pour endiguer le problème, le gouvernement émet deux arrêtés fédéraux urgents pour combattre l’inflation. Bien que la croissance diminue, l’inflation persiste jusqu’en 1968. Dès 1970 et jusqu’à 1973 (→ Choc pétrolier), la Suisse subit à nouveau une forte période de surchauffe avec des taux d’inflation élevés et un nombre de chômeurs n’avoisinant que 100 personnes. Les trente glorieuses en Suisse finiront d’une manière abrupte avec une baisse de 7,5 % de l’activité économique. Elle évitera la stagflation et le chômage : plus de 300 000 immigrés perdent leur emploi et sont contraints de quitter la Suisse. Entre 1944 et 1973, le PIB par habitant a plus que triplé,,,,.

## Transformations engendrées et leurs limites

### Évolution de la production et de la structure la population active
En 1946, 37 % de la population française travaillait dans l'agriculture et en 1975 ce n'était plus que 10 %. Loin de diminuer pendant ce temps, la production alimentaire a augmenté ; elle est passée, dans le budget du Français moyen, de 44,2 % à 25,9 %, alors que la consommation passait du pain et de produits à base de céréales à davantage de viande, volailles et poissons, de fruits et légumes frais… Le prix du pain est passé de 0,68 salaire horaire le kilo en 1949 (pour acheter un kilo de pain, le salarié au salaire minimum devait travailler 40 minutes) à 0,28 (soit 17 minutes) : le prix a été divisé par plus de 2,4 : pour produire ou acheter 1 kg de pain, il fallait plus de moitié moins de travail. Ce chiffre qui rejoint celui des prix de la plupart des produits agricoles, indique les progrès techniques considérables réalisés ; il explique à la fois la hausse du niveau de vie de Français et la migration des agriculteurs vers les villes et l'industrie. Même si le même progrès technique ne s'appliquait pas à tous les produits agricoles avec la même force, il s'appliquait dans tout le secteur primaire. Alors, certaines exploitations agricoles sont restées rentables parce qu'elles utilisaient des machines agricoles qui ont été inventées au même moment, et de nouvelles méthodes, engrais, remembrement… Les autres ont cessé d'être rentables et les paysans ont dû quitter la terre.
Les techniques de production industrielle ont également évolué rapidement. La production a augmenté. La population active dans le secondaire a proportionnellement commencé par augmenter, mais surtout la production industrielle s'est multipliée (automobiles, appareils ménagers, machines agricoles, avions…). Dans le même temps , les hommes sont devenus de plus en plus capables de produire plus en utilisant moins de travail humain. Ainsi, la proportion de personnes employées dans l'industrie en France n'a pas beaucoup augmenté : de 33,1 % à 38,5 % entre 1949 et 1974.
Par contre, dans les services peu de progrès technique est possible : la population active dans le tertiaire est passée de 37,3 % en 1949 à 50,9 %, en 1974. Il faut toujours autant de temps pour couper les cheveux d'un homme ou apprendre à lire à un enfant, réaliser le scénario d'un film ou servir à table… Il y a une saturation des besoins des consommateurs en ce qui concerne l'alimentation et les produits industriels (on peut avoir envie d'une voiture, mais rarement de deux !). Par contre, en ce qui concerne les services, l'appétit de consommation est pratiquement illimité, ce qui explique qu'il y a toujours des besoins de main d'œuvre dans ce domaine.
Au début de la période, il s'agit essentiellement d’un phénomène de rattrapage technologique vis-à-vis des États-Unis. De grands groupes industriels se forment[Où ?]. Ensuite la France et les autres pays se développent par eux-mêmes.
Fin 1961 est créé le Centre national d'études spatiales (CNES). En janvier 1963 ouvre le premier hypermarché. En 1966 sont créés les instituts universitaires de technologie (IUT). En 1969 s'élance le premier Concorde.
L'augmentation des compétences est rendue possible. Le nombre de bacheliers français triple et passe à 160 000 en 1969 alors qu'il était de 50 000 en 1959. Les études supérieures voient également un afflux. Le nombre d'étudiants français passe, de 1961 à 1967, de 215 000 à 440 000 (…) Une partie importante de ces étudiants sont les premiers, dans leur famille, à suivre des études supérieures.

### Progrès économique
Le progrès technique a généré une augmentation de la production, et donc de la richesse. L'augmentation des salaires se constate pour toutes les professions, de 1960 à 1970 : Les revenus ouvriers progressent de 120 % ; ceux des employés et cadres supérieurs de 122 % ; ceux des fonctionnaires de 106 % ; ceux des techniciens et agents de maîtrise de 110 %, soit beaucoup plus rapidement que l'inflation.
Le travail des femmes participe au progrès économique. Le nombre de femmes actives est presque le même de 1948 à 1975 (7,7 millions), mais en 1946, la moitié sont dans l'agriculture, alors qu'en 1975, 5,5 millions sont dans le tertiaire[réf. incomplète].
En France, la part des dépenses alimentaires passe de 44 % du budget en 1949 à 38 % en 1958 à 25 % en 1975 (La France de mai 1958 à mai 1981, Matthias Bernard, p. 86). L'alimentation des Français peut devenir plus riche et plus variée.

### Mutations et progrès sociaux
Les ménages accèdent à un revenu fixe ou revenu fiable dans une période de plein emploi : ils peuvent donc épargner et s'équiper. L'augmentation énorme de la production engendre l'apparition de la société de consommation de masse. On observe des bouleversements sociaux majeurs. D'abord, grâce au progrès technique, la production agricole s'améliore rapidement ; 10 travailleurs nourrissaient seulement 55 personnes en 1946, mais ils en nourrissaient 260 en 1975[réf. incomplète] ; alors, de nombreux agriculteurs peuvent travailler dans l'industrie, puis dans les services. L'électroménager est synonyme de gain de temps et la période des Trente Glorieuses permet l'émancipation progressive de la femme qui accède à un emploi autonome, ce qui engendre l'augmentation du revenu des ménages. L'accès des femmes au travail signifie un bon nombre de droits qui vont de pair comme, en France, le droit des femmes de posséder un chéquier et d'avoir un compte en banque (1965). Les progrès techniques dans l'industrie libèrent à leur tour des bras pour le développement des services. Aussi, les secteurs secondaire et tertiaire de l'économie se développent tandis que le secteur primaire occupe de moins en moins de travailleurs, d'où l'exode rural. Les catégories socio-professionnelles connaissent toutes des changements.
Le temps de travail diminue, puisqu'il est possible de produire davantage en travaillant moins longtemps. En 1946, on travaillait en moyenne 8,8 heures par jour, un peu plus de 5 jours par semaine, 50 semaines par an, soit 2 100 heures par an. En 1975, ce sont 8,4 heures par jour, 5 jours par semaine, 48 semaines par an, soit 1 850 heures par an. Le nombre d'heures de travail par vie a significativement diminué. Les hommes travaillaient dès la fin de leur scolarité :14 ans et demi en 1946, 18 ans en 1975. Les âges médians de fin d'activité sont passés de 68 ans et demi à 62 ans et demi.
Le temps des loisirs entre dans la logique de la société de consommation ; par exemple, le taux d'équipement en télévision passe de 5 % des ménages en 1958 à 62 % en 1968, date à laquelle en moyenne chaque téléspectateurs la regarde deux heures par jour.

### Exode rural des paysans
Jusqu’en 1975, l’agriculture opère une révolution silencieuse. L'agriculture représente 36 % de l'emploi total en France en 1946, 31 % en 1955 contre 18 % en 1970 et 9 % en 1975. La modernisation de l’agriculture la (mécanisation, les remembrement, apparition des engrais chimiques, sélection des plantes et des races d'animaux, etc.) provoquent une augmentation des rendements et des changements importants. La concurrence, attisée par la surproduction mondiale, conduit les exploitations les moins rentables à la fermeture. Les États-Unis et les pays neutres (Australie, Argentine, etc.) avaient augmenté leurs productions pour contrebalancer la chute de production des pays d'Europe. Lorsque ceux-ci retrouvent leurs niveaux de production d'avant-guerre, il y a surproduction.
Les paysans les plus formés se transforment en véritables chefs d'entreprise ; ils sont souvent contraints de s'endetter pour agrandir et mécaniser leurs exploitations. La plus grande partie des autres quittent le monde rural (la « dépopulation des campagnes »), le plus souvent péniblement, pour travailler en ville, dans l'industrie ou les services ; ils ne pourraient pas continuer à vivre dans leurs terres trop petites et relativement peu productives par rapport à celles qui se sont équipées…

### Évolution de la production et ses causes
La productivité du travail sur cette longue période augmente fortement (notamment en France où la productivité horaire est la plus élevée au monde) :
- dans l’agriculture, au début des Trente Glorieuses, la plus grande partie du travail est effectuée à la main ou avec l’aide de quelques animaux (chevaux et bœufs). Les moutons, chèvres, poules… vivent en plein air et traversent les villages. On commence tout juste à utiliser de grosses machines batteuses : une par village qui était « servie » par tous les villageois et circulait de ferme en ferme. Commencent aussi les moissonneuses ; de rares tracteurs… En fin de période, ce sont les tracteurs, les moissonneuses-lieuses, voire le tout début des moissonneuses-batteuses. Les labours peuvent être effectués de plus en plus profondément, les engrais se développent : le rendement augmente, en même temps que certaines terres, trop peu productrices, trop isolées ou trop pentues, sont abandonnées. Les agriculteurs restent moins nombreux et plus productifs ;
- l’organisation du travail évolue. Dans l’industrie, la méthode de Ford avec la division du travail prédomine d’abord. Le travail à la chaîne, déjà présent, se généralise en Europe au début des années 1950 ; des milliers d’ouvriers manœuvres effectuent neuf heures par jour le même geste, mais la production augmente ! Cependant, la mécanisation augmente encore ; les chaînes sont de plus en plus formées avec des machines qui remplacent les gestes répétitifs. Le nombre des ouvriers spécialisés augmente, remplaçant les ouvriers manœuvres. Et même le travail industriel tend à être de plus en plus automatique ; les ouvriers et les ingénieurs n’ont plus qu’un travail de surveillance. Les gestes répétitifs sont mécanisés.

Dans un second temps, les efforts des organisateurs et gestionnaires se portent vers l'allongement de la durée d'utilisation des équipements, et l'amélioration des processus industriels et des processus d'affaires.
En conséquence, après la diminution des effectifs dans l’agriculture, on voit celle des employés dans l’industrie. Seul le secteur « tertiaire », les services, fait l’objet de peu de possibilités de progrès technique : la population active devient de plus en plus tertiaire.

## Critiques des Trente Glorieuses
Sur le plan économique et environnemental, les Trente glorieuses correspondent au début de la « Grande accélération », c'est-à-dire la période, allant de 1945 à nos jours, marqué par la trajectoire exponentielle du prélèvement des ressources planétaires et des impacts humains sur l'environnement.
En 1972 déjà, le premier rapport du Club de Rome, Les Limites à la croissance, critique la volonté d'une croissance économique perpétuelle puisque celle-ci ne saurait être illimitée dans un monde qui n'est pas infini.
Sur le plan social, on assiste à un affaiblissement de la solidarité familiale, du lien social.
Le monde ouvrier voit son sort s’améliorer. La condition ouvrière demeure toutefois marquée par la pénibilité du travail et l’infériorité sociale.
Sur le plan culturel, Les Choses de Georges Perec (1965), La Grande Bouffe de Marco Ferreri (1973) sont des critiques de la société de consommation.
Le situationnisme est quant à lui une critique de la « Société du spectacle », c'est-à-dire le spectacle de la marchandise qui, dans sa domination impersonnelle, oblige les individus à travailler encore et toujours pour elle. Guy Debord, l'un des chefs de file de ce mouvement artistique et politique, propose dans les première minutes du film In girum imus nocte et consumimur igni (1978) une critique acerbe des conditions de vie des salariés spécialisés, dans lequel (selon lui) se recrute les spectateurs du cinéma (et donc de son film), conditions de vie créées lors de et par cette période, de l'habitat urbain concentré dans les banlieues à la nourriture industrielle, en passant par la consommation outrancière comme mode de vie. Il vise naturellement à mettre en évidence les conditions d'existence absurdes latentes et inhérentes à l'organisation socio-économique de cette époque, entre autres.
En 2013, certains historiens (Pessis, Bonneuil & Topçu, cf. infra) proposent une lecture rétrospective très critique des Trente Glorieuses, mettant en évidence les oppositions qu'avait pu rencontrer la course à l'investissement et à la consommation.

### Filmographie
- Régis Boulat (intervention), Alexandre Moatti (publication), Les Trente glorieuses, 1945-1975, Paris, FMSH production, 2017, 72 min.
- Camille Juza (réalisation), De Gaulle bâtisseur, une histoire des Trente glorieuses, Paris, Point du jour ; Nantes, Les films du balibari, 2020, 90 min.